# Fryderyk Eugeniusz Wirtemberski
Fryderyk Eugeniusz, niem. Friedrich Eugen (ur. 21 stycznia 1732 w Stuttgarcie, zm. 23 grudnia 1797 w Hohenheim) – książę Wirtembergii w 1795–1797.

## Życiorys
Trzeci syn księcia Karola Aleksandra Wirtemberskiego i Marii Augusty Thurn und Taxis. Młodszy brat Karola Eugeniusza i Ludwika Eugeniusza. Dopiero u schyłku życia, raczej nieoczekiwanie, przejął panowanie po śmierci starszych braci niemających męskiego potomka z małżeńskiego łoża.
Tak jak bracia przebywał w młodości na dworze króla pruskiego Fryderyka II. Przebywał w Salzburgu i Koblencji wraz z królem Prus, zdobywał doświadczenia militarne we Wrocławiu. Od 1749 roku dowodził królewskimi dragonami.
W latach 1750–1791 był właścicielem pałacu w Trzebiatowie.
29 listopada 1753 roku poślubił Fryderykę Dorotę, kuzynkę króla Fryderyka. W umowie małżeńskiej zapisano, że dzieci pary będą ewangelikami. Wychowanie dzieci na ewangelików miało służyć powrotowi domu wirtemberskiego do luteranizmu i uspokoić jego w przygniatającej mierze luterańskich poddanych.
W 1756 roku wyjechał na wyspę Minorka, gdzie jego brat Ludwik dowodził Fortem św. Filipa. Brał udział w wielu bitwach wojny siedmioletniej. Od 1769 roku przez prawie 20 lat przebywał w Montbéliard, gdzie zarządzał tą częścią księstwa. Gdy w 1786 roku jego brat przejął władzę w Montbéliard, Fryderyk zaczął ponownie podróżować. W 1791 roku król pruski Fryderyk Wilhelm II przekazał mu zarządzanie Brandenburgią-Ansbach i Brandenburgią-Bayreuth wraz z tytułem generalnego gubernatora.
Ludwik Eugeniusz zmarł w 1795 roku pozostawiając trzy córki. W związku z tym Fryderyk wstąpił na tron Wirtembergii. Krótko po przejęciu władzy stawił opór armii francuskiej. Stoczył bitwę pod Kniebis, którą przegrał. 7 sierpnia 1796 roku podpisał w Paryżu porozumienie, na mocy którego Wirtembergia miała pozostać neutralna w czasie wojny Francji z II koalicją, wojska francuskie mogły swobodnie przebywać na terenie księstwa, oraz musiał zapłacić 8 milionów franków kontrybucji.

## Odznaczenia
Był wielkim mistrzem Orderu Myśliwskiego (później order ten był trzykrotnie przemianowany i znany pod nazwami: Order Wielki Elektorski Wirtemberski, Order Orła Złotego, Order Korony Wirtemberskiej) i Orderu Wojskowego św. Karola. Odznaczony rosyjskimi Orderem św. Andrzeja i Orderem św. Aleksandra Newskiego oraz pruskim Orderem Orła Czarnego.

## Potomstwo
Fryderyk i Zofia mieli w sumie 12 dzieci:
- Fryderyk Wilhelm (1754-1816) – król Wirtembergii
- Ludwik Fryderyk (1756-1817) – generał en chef armii litewskiej
- Eugeniusz Fryderyk (1758-1822) – właściciel Carlsruhe (Pokój), w pobliżu Opola,
- Zofia Dorota (1759–1828) – żona cara Rosji Pawła I
- Wilhelm Fryderyk (1761-1830)
- Ferdynand Fryderyk (1763-1834)
- Fryderyka Elżbieta (1765-1785) – żona wielkiego księcia Oldenburga Piotra I
- Elżbieta Wilhelmina (1767-1790) – żona cesarza Austrii Franciszka II
- Wilhelmina Fryderyka (1768)
- Karol Fryderyk (1770-1791)
- Aleksander Fryderyk (1771-1833) – generał rosyjski
- Henryk Karol (1772-1838).

Fryderyk Eugeniusz miał jednego syna ze związku pozamałżeńskiego, Jana Jerzego (1790–1860), który otrzymał tytuł księcia von Sontheim.